# Sørums kommun
Sørums kommun (norska: Sørum kommune) var en kommun i Akershus fylke, Norge. Kommunens centralort var tätorten Sørumsand. En del av kommunens tätortsbyggelse  (Heksebergåsen) ingick i tätorten Oslo.

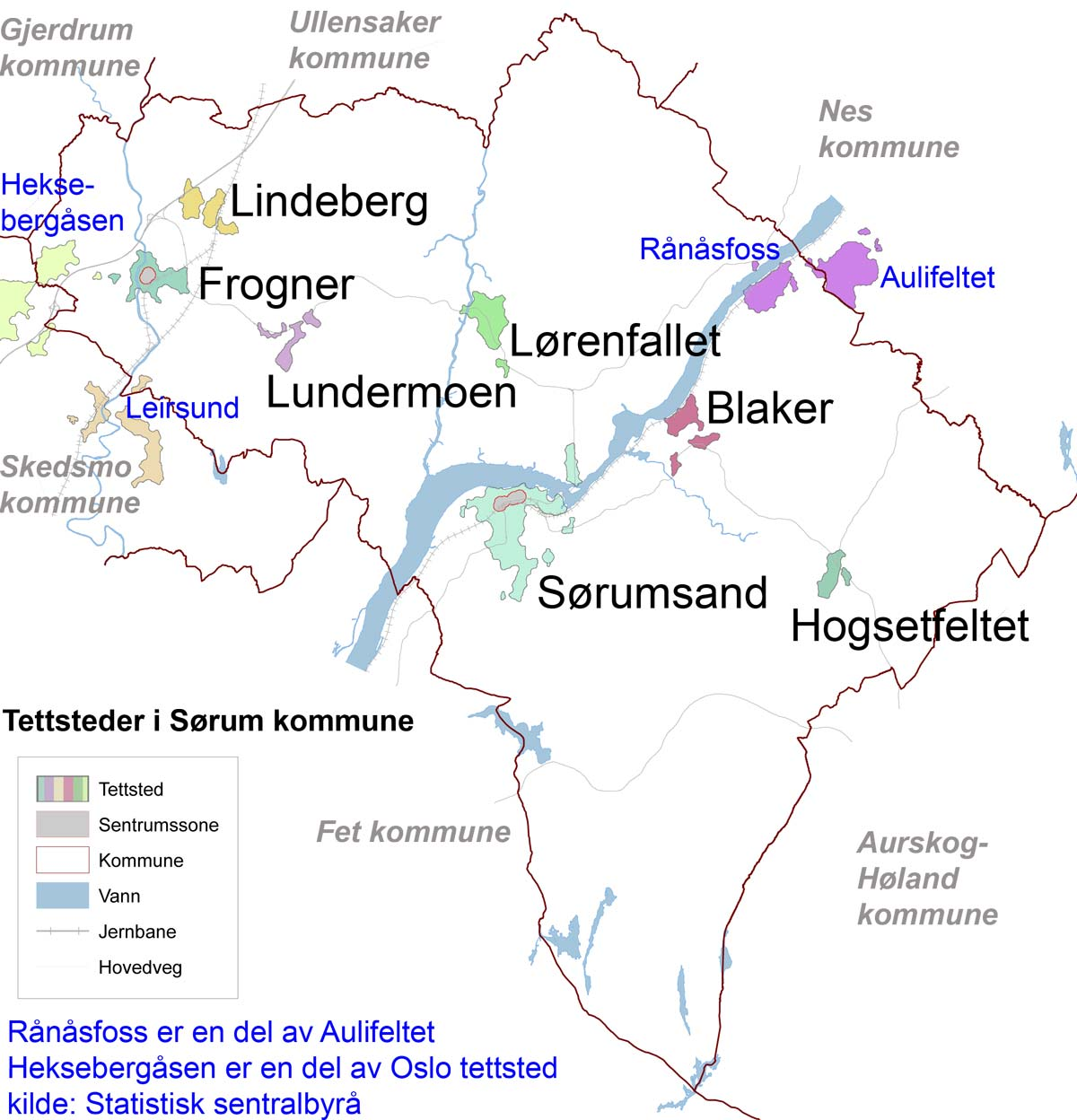
Sørums kommun med tätorter.

2020 slogs kommunen samman med Fets och Skedsmo och Sørums kommuner. Den nya kommunen heter Lillestrøms kommun.
Sørums kommun är hemvist för den fiktive norske soldaten August Stomperud.

## Historia
Enligt Linnell et al. 2003, skall en flicka som var 6-8 år gammal ha dödats av varg i Sørums kommun den 28 december 1800.

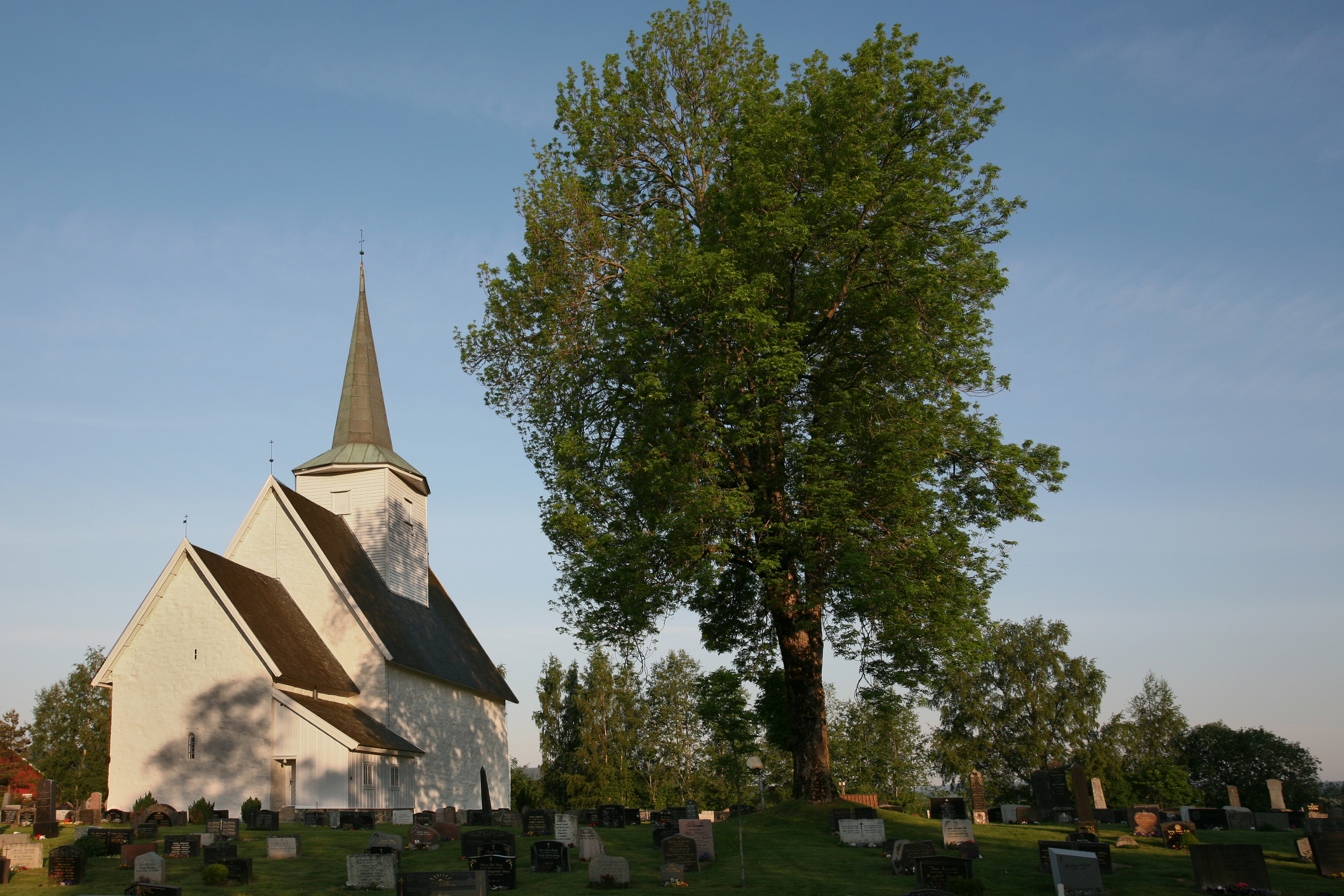
Sørums kyrka.